# Delmod
Delmod (Eigenschreibweise: delmod) war ein ursprünglich unter dem Namen Hanse-Bekleidung gegründetes Unternehmen, das sich auf die Produktion und den Vertrieb von Damenoberbekleidung spezialisiert hatte. Das Unternehmen hatte über viele Jahre den Ruf der Stadt Delmenhorst als bedeutender Standort der Bekleidungsindustrie wesentlich mitgeprägt.

## Hintergrund
Der Berliner Textilkaufmann Willi Bürgel (* 1912; † 1989) gründete das Unternehmen Hanse-Bekleidung 1946. Er ließ zunächst Kinderkleidung aus alten Militärdecken produzieren, später auch Damenoberbekleidung. Nachdem sich das Unternehmen einen gewissen Ruf erarbeitet hatte, benannte er es Anfang der 1950er Jahre in delmod um.
Zur Herbst-/Wintersaison 1996/1997 startete delmod unter dem Namen Moda Oggi eine sportiv ausgerichtete Bekleidungslinie für eine jüngere Zielgruppe. 2004 besuchte Veronica Ferres, die zu dieser Zeit als Werbepartnerin für die Marke delmod war, den Unternehmensstandort in Delmenhorst und weihte dort einen neuen Showroom ein. Der letzte aus der Familie Bürgel stammende Geschäftsführer des Unternehmens, Jens Bürgel, ging 2005 in den Ruhestand, blieb aber Anteilseigner. Neuer Geschäftsführer wurde Michael Starke.
Im Dezember 2007 erwarb die CFC Industriebeteiligungen GmbH & Co. KGaA aus Dortmund von der Familie des Firmengründers 84,8 % des Unternehmens, das zu diesem Zeitpunkt noch etwa 200 Mitarbeiter beschäftigte und im vorausgegangenen Geschäftsjahr einen Umsatz von 56,9 Millionen Euro erwirtschaftet hatte. Die verbliebenen 15,2 % des Unternehmens hielt weiterhin der vorherige Geschäftsführer. Nach eigener Aussage hatte CFC das Unternehmen mit dem Ziel erworben, durch „eine Optimierung des Sourcing-Prozesses und eine Änderung der Vertriebsstrategie“ kurzfristig wieder „auf einen profitablen Wachstumskurs zu bringen“.
Bereits zwei Jahre später, im Juli 2009, verkaufte CFC seine Anteile an das Hamburger Unternehmen Hanse Industriekapital, das 2007 im Bieterverfahren um Delmod unterlegen war. Das Unternehmen plante, Delmod durch eine Insolvenz zu führen und wirtschaftlich zu sanieren. Die Produktion wurde beendet, und die meisten der zuletzt 220 Mitarbeiter freigestellt. Der Insolvenzverwalter, der Bremer Rechtsanwalt Detlef Stührmann, erklärte, dass der Antrag „viel zu spät“ gestellt worden sei, und machte Missmanagement für die Insolvenz verantwortlich. Es habe „faktisch keine strukturierte Geschäftsführung, etwa ein funktionierendes Rechnungswesen“ im Unternehmen gegeben.
Im November 2009 stand fest, dass das Unternehmen nicht mehr zu retten sein würde, und es stellte sich heraus, dass die Zahlungsunfähigkeit bereits im Dezember 2008 eingetreten war. In seinem Fazit bemängelte er, die Delmod-Geschäftsführung habe „durch Einschalten der Industrieholding CFC Kernkompetenzen aus der Hand gegeben, bei Verträgen mit Handelsketten ungeschickt agiert und letztendlich den Überblick verloren.“ Es sei zu „unglaublichen Management-Fehlern“ gekommen, etwa die Umstellung der Konfektionsgrößen auf italienische Maße, durch die „die Stammkundinnnen [sic] – im typischen Fall ältere Frauen – ohne Not verprellt“ worden seien. Dazu sei die in dem Jahr ungünstige wirtschaftliche Lage gekommen, die der Firma große Kunden, wie beispielsweise Karstadt, genommen habe.
Die Gesamtverbindlichkeiten des Unternehmens beliefen sich auf 17 Mio. Euro. Im Dezember 2009 erlosch das Unternehmen. Die Markenrechte gingen 2010 an das Versandhaus Klingel, der Vertrieb erfolgt über deren Tochter Mona Versand.
Das Werksgelände verfiel. Es wurde im November 2016 von der Stadt Delmenhorst erworben, im Januar 2018 wurde mit dem Abbruch der Gebäude begonnen.

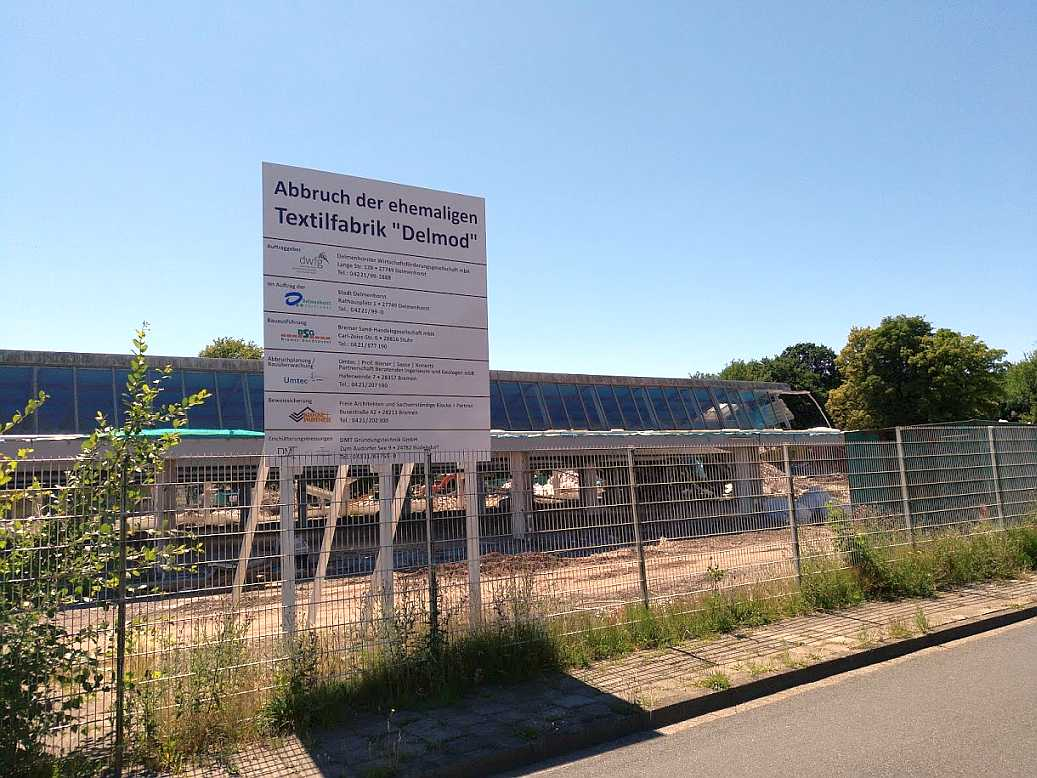
Delmod Abriss 2018 Situation am 2. Juli 2018 (mit dem am 23. Februar 2018 enthüllten Bauschild)

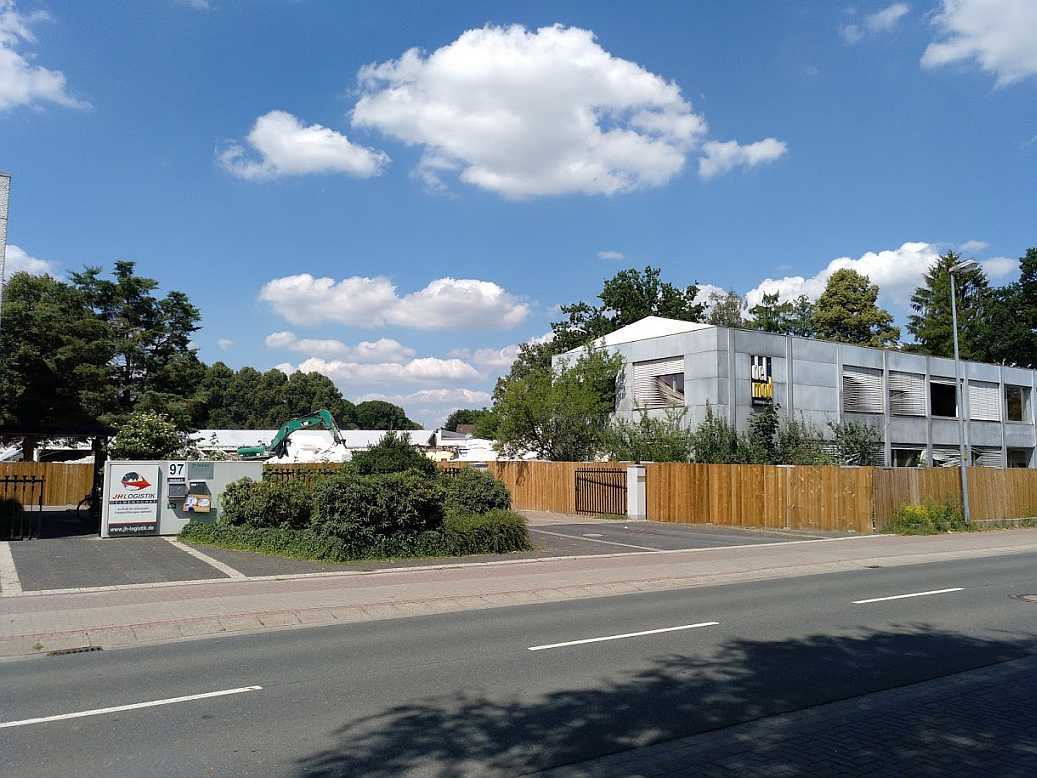
Delmod Werksgelände Delmenhorst Abbruch 2018

Die Stadt will auf der Fläche ein Quartier mit gemischter Wohnbebauung realisieren.